# Шилгавый, Ярослав
Ярослав Шилга́вый (чеш. Jaroslav Šilhavý; род. 3 ноября 1961[…], Пльзень) — чешский футбольный тренер, в прошлом — футболист, выступал на позиции защитника.

## Карьера игрока

### В клубе
Воспитанник клуба «Шкода Пльзень», в которой в 1979 году начал выступления на взрослом уровне, приняв участие в восьми матчах чемпионата Чехословакии.
В 1980 году для прохождения военной службы перешёл в клуб «Руда Гвезда» из города Хеб, где и остался по окончании службы. Всего провёл в команде девять с половиной сезонов, был основным игроком защиты и сыграл 243 матча и забил девять мячей.
В начале 1990 года перешёл в пражскую «Славию», в составе которой провёл следующие четыре года своей карьеры. Стал с командой вице-чемпионом Чехословакии в последнем розыгрыше турнира, в сезоне 1992/93.
С 1994 по 1997 год защищал цвета клуба «Петра» (Дрновице), а завершил профессиональную игровую карьеру в клубе «Виктория Жижков», за которую выступал с 1997 по 1999 год и являлся капитаном команды.

### В сборной
29 августа 1990 состоялся дебют в национальной сборной Чехословакии в товарищеском матче против сборной Финляндии, а последний матч провёл 27 марта 1991 года, сыграв восемь минут матча против сборной Польши. Всего за сборную сыграл в четырёх матчах.

### Статистика выступлений за сборную
| Матчи за сборную Чехословакии | Матчи за сборную Чехословакии | Матчи за сборную Чехословакии | Матчи за сборную Чехословакии | Матчи за сборную Чехословакии | Матчи за сборную Чехословакии | Матчи за сборную Чехословакии |
| ----------------------------- | ----------------------------- | ----------------------------- | ----------------------------- | ----------------------------- | ----------------------------- | ----------------------------- |
| №                             | Дата                          | Оппонент                      | Счёт                          | Голы                          | Соревнование                  |                               |
| 1                             | 28 августа 1990               | Финляндия                     | 1:1                           | -                             | Товарищеский матч             |                               |
| 2                             | 30 января 1991                | Австралия                     | 1:0                           | -                             | Товарищеский матч             |                               |
| 3                             | 6 февраля 1991                | Австралия                     | 2:0                           | -                             | Товарищеский матч             |                               |
| 4                             | 27 марта 1991                 | Польша                        | 4:0                           | -                             | Товарищеский матч             |                               |

## Карьера тренера
В 2000 году начал тренерскую карьеру вскоре после завершения карьеры игрока, войдя в тренерский штаб клуба «Виктория Жижков», где работал сначала под руководством Зденека Шчсного, а с лета 2002 года — Витезслава Лавички. Параллельно в декабре 2001 года стал ассистентом главного тренера сборной Чехии, где работал до апреля 2009 года.
В декабре 2002 года главный тренер пражской «Спарты» Иржи Котрба пригласил Шилгавого в штаб своей команды. После отставки Котрбы остался в штабе команды, после чего летом 2005 года был переведён на должность главного тренера резервной команды.
Летом 2007 года стал главным тренером «Кладно», которому помог сохранить прописку в высшем дивизионе, заняв 14 место.
В июле 2008 года стал тренером «Виктории Пльзень», но после девяти туров, в которых команда одержала всего одну победу, был отправлен в отставку.
14 октября 2009 возглавил «Динамо Ческе-Будеёвице», которое находилась на последнем месте в чемпионате. В итоге команда заняла 11-е место.
В июне 2011 года сменил Петра Раду на посту главного тренера либерецкого «Слована». С этой командой в первом же сезоне стал чемпионом Чехии, а в Лиге Европы сезона 2013/14 команда выступила весьма успешно. В квалификации «Слован» прошёл итальянский «Удинезе», а в группе с испанской «Севильей», немецким «Фрайбургом» и португальским «Эшторилом» клуб занял второе место и вышел в плей-офф, где уступил нидерландскому АЗ. По завершении этого сезона возглавил «Баумит Яблонец», в котором проработал полтора сезона.
В мае 2016 года стал главным тренером пражской «Дуклы», но уже в сентябре покинул клуб, чтобы возглавить «Славию», которая под его руководством в сезоне 2016/17 не проиграла ни одного матча и 27 мая 2017 года стала чемпионом страны. В сезоне 2017/18 команда защищала чемпионский титул, и 25 сентября 2017 года, победив «Фастав Злин», «Славия» установила новый рекорд чемпионата Чехии — 34 матча подряд без поражений. Беспроигрышная серия оборвалась на 36-й игре. На зимний перерыв клуб ушёл, занимая второе месте, уступая «Виктории» 14-очков. Провал в еврокубках и потеря шансов на чемпионский титул привели к отставке Шилгавого в декабре 2017 года.
В сентябре 2018 года, после отставки Карела Яролима, был назначен главным тренером главной сборной Чехии. В качестве главного тренера провел 58 матчей – это второе место в истории команды. На Евро-2020 команда дошла до четвертьфинала, а ЧМ-2022 пропустила. В ноябре 2023 года Шилгавы ушел с поста тренера сборной Чехии, выведя ее на Евро-2024.

## Достижения

### Как тренера
Слован Либерец
- Чемпион Чехии: 2011/12

Славия Прага
- Чемпион Чехии: 2016/17